# Космос (књига)
Космос (енгл. Cosmos) је научнопопуларна књига из 1980. године, коју је написао астроном и добитник Пулицерове награде, Карл Сејган. Тринаест илустрованих поглавља књиге, која одговарају 13 епизода ТВ серије Космос, са којима је књига развијена и намењена да их допуни, истражују заједнички развој науке и цивилизације. Једна од Сејганових главних сврха књиге и телевизијске серије била је да објасни сложене научне идеје свима који су заинтересовани за учење. Сејган је такође веровао да је телевизија једно од најбољих наставних средстава икада измишљених, па је желео да искористи своју шансу да образује свет. Делимично подстакнут популарношћу ТВ серије, Космос је провео 50 недеља на листи најпродаванијих часописа Publishers Weekly и 70 недеља на листи најпродаванијих часописа The New York Times да би постао најпродаванија научна књига икада објављена у то време. Године 1981. добио је награду Хуго за најбољу не-фикцију. Успех књиге без преседана довео је до драматичног повећања популарности литературе са научном тематиком. Успех књиге такође је покренуо Сејганову књижевну каријеру. Наставак Космоса, Плава тачка у бескрају, издат је 1994. године.
Године 2013, Космос је објављен у новом издању, са предговором Ен Друјан и есејем Нила Деграса Тајсона.

## Резиме
Космос има 13 поглавља, која одговарају 13 епизода телевизијске серије Космос. У оригиналном издању, свако поглавље је обилно илустровано. Књига покрива широк спектар тема, укључујући Сејганова размишљања о антрополошким, космолошким, биолошким, историјским и астрономским питањима од антике до савременог доба. Сејган понавља свој став о ванземаљском животу – да величина универзума дозвољава постојање хиљада ванземаљских цивилизација, али да не постоје веродостојни докази који би показали да је такав живот икада посетио земљу. Сејган истражује 15 милијарди година космичке еволуције и развоја науке и цивилизације. Он прати порекло знања и научних метода, мешајући науку и филозофију, и спекулише о будућности науке. Он такође разматра основне премисе науке тако што даје биографске анегдоте о многим истакнутим научницима, стављајући њихов допринос у шири контекст развоја модерне науке.
Књига, као и телевизијска серија, садржи низ призвука на Хладни рат, укључујући суптилне референце на самоуништење и бескорисност трке у наоружању.

## Стил и садржај
Космос користи лаган, разговорни тон како би сложене научне теме учинио читљивим за лаичку публику. О многим темама, књига обухвата сажетији, префињенији приказ претходних идеја о којима је Сејган писао.
Књига се не бави само мистеријама свемира. Сејган почиње свако поглавље филозофским цитатом како би подсетио читаоце да универзум нису само звезде и планете, већ веза између свих ствари. Он подсећа читаоце да смо „сви ми звездане твари”, и, иако се чини да су људи тренутно сами у свемиру, универзум није створен да би наша раса напредовала, већ да смо ми производ нечег много већег. Сејганова књига експлицитно подржава потрагу за интелигентним ванземаљским животом, јер верује да ће ванземаљци бити у стању да подстакну огромну промену у животу на Земљи.

## Популарност
Убрзо након објављивања, Космос је постао најпродаванија научна књига икада објављена на енглеском језику, и био је прва научна књига која је продата у више од пола милиона примерака. Иако делимично подстакнут популарношћу телевизијске серије, Космос је постао бестселер по сопственој заслузи, достигавши стотине хиљада читалаца. Тек касних 1980-их надмашила га је Кратка историја времена Стивена Хокинга (1988). Космос је провео 50 недеља на листи најпродаванијих часописа Publishers Weekly и 70 недеља на листи најпродаванијих часописа The New York Times. Космос је продат у преко 900.000 примерака док се налазио на овим листама, и континуирана популарност је омогућила да буде продат у око пет милиона примерака на међународном нивоу. Убрзо након што је Космос објављен, Сејган је добио 2 милиона долара унапред за роман Контакт. Ово је била највећа свота за ненаписану белетристику у то време. Успех Космоса учинио је Сејгана „богатим и славним”. Такође је довео до драматичног повећања популарности научних књига, отварајући нове опције и читалачку публику за овај жанр. Историчар науке Брус Левенштајн са Универзитета Корнел приметио је да је међу научним књигама „Космос означио тренутак када се очигледно дешавало нешто другачије”.
Након успеха Космоса, Сејган је постао славни научник. Појављивао се у многим телевизијским програмима, писао редовну колумну за часопис Parade и радио на сталном унапређењу популарности научног жанра.
Левенштајн је такође приметио моћ књиге као алата за регрутовање. Заједно са књигама Ловци на микробе и Двострука спирала, описао је Космос као једну од „књига за које људи кажу 'Хеј, разлог зашто сам постао научник је зато што сам прочитао ту књигу'.” Нарочито у астрономији и физици, рекао је, књига је инспирисала многе људе да постану научници. Сејган је такође назван „најуспешнијим популаризатором нашег времена”, због његове способности да привуче тако велику и разнолику публику.
Популарност Сејгановог Космоса се помиње у аргументима који подржавају повећање улагања у истраживање свемира. Сејганову књигу је у Конгресу поменуо и Артур Ч. Кларк у говору у коме је промовисао крај хладноратовске потрошње против интерконтиненталних балистичких ракета, уместо тога тврдећи да би овај буџет био боље потрошен на истраживање Марса.

## Пријем
Пријем Сејгановог дела био је углавном позитиван. У рецензији часописа The New York Times, романописац Џејмс Миченер је похвалио Космос као „паметно написан, маштовито илустрован сажетак [Сејганових]... размишљања о нашем универзуму... Његов стил је преливен, са светлима која сијају на неочекиваним супротстављањима мисли.” Амерички астрофизичар Нил Деграс Тајсон описује Космос као нешто „више од Карла Сејгана”. Дејвид Вајтхаус из BBC-ја отишао је толико далеко да је изјавио да „... Ако пошаљемо само једну књигу да улепша библиотеке далеких светова..., нека то буде Космос.” Kirkus Reviews описао је књигу као „Сејгана у свом најбољем издању.” Cornell News Service је окарактерисао књигу као „преглед како су наука и цивилизација расле заједно.” Године 1981. Космос је добио награду Хуго за најбољу не-фикцију.
Конгресна библиотека означила је Космос за једну од осамдесет осам књига „које су обликовале Америку”.